# Puryŏng
Puryŏng är en ort i Nordkorea.   Den ligger i provinsen Hambuk, i den nordöstra delen av landet, 500 km nordost om huvudstaden Pyongyang. Puryŏng ligger 168 meter över havet och antalet invånare är 12 267.
Terrängen runt Puryŏng är huvudsakligen kuperad. Puryŏng ligger nere i en dal. Runt Puryŏng är det ganska tätbefolkat, med 199 invånare per kvadratkilometer. Puryŏng är det största samhället i trakten. I omgivningarna runt Puryŏng växer i huvudsak blandskog.